# Regula-Werk King & Bauser
Die Regula-Werk King & Bauser GmbH mit Sitz in Bad Liebenzell war ein Hersteller von Fotoapparaten der unteren und mittleren Preisklasse sowie von Elektronik-Blitzgeräten.

## Gründung
Das Unternehmen wurde im Juli 1936 in Pforzheim von der Familie King gegründet und firmierte zunächst als King KG. Anfangs wurden in einem kleinen Werk Teile für die Radio- und Elektroindustrie produziert. Im Jahr 1938 expandierte die Firma und verlegte den Firmensitz nach Bad Liebenzell. Nach Ende des Zweiten Weltkrieges wurde ein Großteil der Produktionsanlagen durch die Alliierten demontiert, weshalb man ab 1949 auf die Produktion von Fotoapparaten umstellte.
1949 veröffentlichte die King KG den Prototyp ihrer ersten Kamera, der 35-mm-Kamera Regula I.
Nachdem ein Brand am 2. November 1951 das Werk in Bad Liebenzell vollständig zerstört hatte, wurde innerhalb von zwei Wochen ein neues Fabrikgebäude fertiggestellt.
Ab 1960 begann der Hersteller mit der Produktion von Blitzgeräten für Fotoapparate.
Später übernahm Wilfried Bauser, der Schwiegersohn der bis dahin geschäftsführenden Familie King, die Leitung des Unternehmens. In den 1980er Jahren erfolgte dann die Umbenennung in Regula-Werk King & Bauser GmbH.
Ab 1977 produzierte das indische Unternehmen National Instruments, nachdem es Zeichnungen, Maschinen und Ersatzteile von der King KG erworben hatte, in Kalkutta unter Lizenz Regula-Kameras.
Auf Grund einer Fehleinschätzung der Marktsituation für Disc-Kameras ging die Produktion der King-Kameras in Deutschland 1984 in Konkurs.

## Bedeutung
Von 1949 bis 1984 produzierte das Unternehmen bis zu fünf Millionen Kameras und gehörte damit zu den erfolgreichsten deutschen Kameraherstellern der Nachkriegszeit.
Auch im Feld der Spiegelreflexkameras, das die meisten deutschen Hersteller Mitte der 70er Jahre den asiatischen Firmen überließen, versuchte sich die Firma. Auf der Photokina 1966 wurde die von Joseph op de Beek entwickelte Regula Reflex CTL mit M42-Objektivanschluss vorgestellt. Die Preise für das Nachfolgemodell Regula Reflex 2000 CTL bewegten sich später zwischen 450 DM für das Gehäuse mit dem günstigsten Objektiv und 550 bis 700 DM mit Objektiven verschiedener Standardbrennweiten. Das Unternehmen konnte damit jedoch nur begrenzte Verkaufszahlen erreichen.

## Kameras

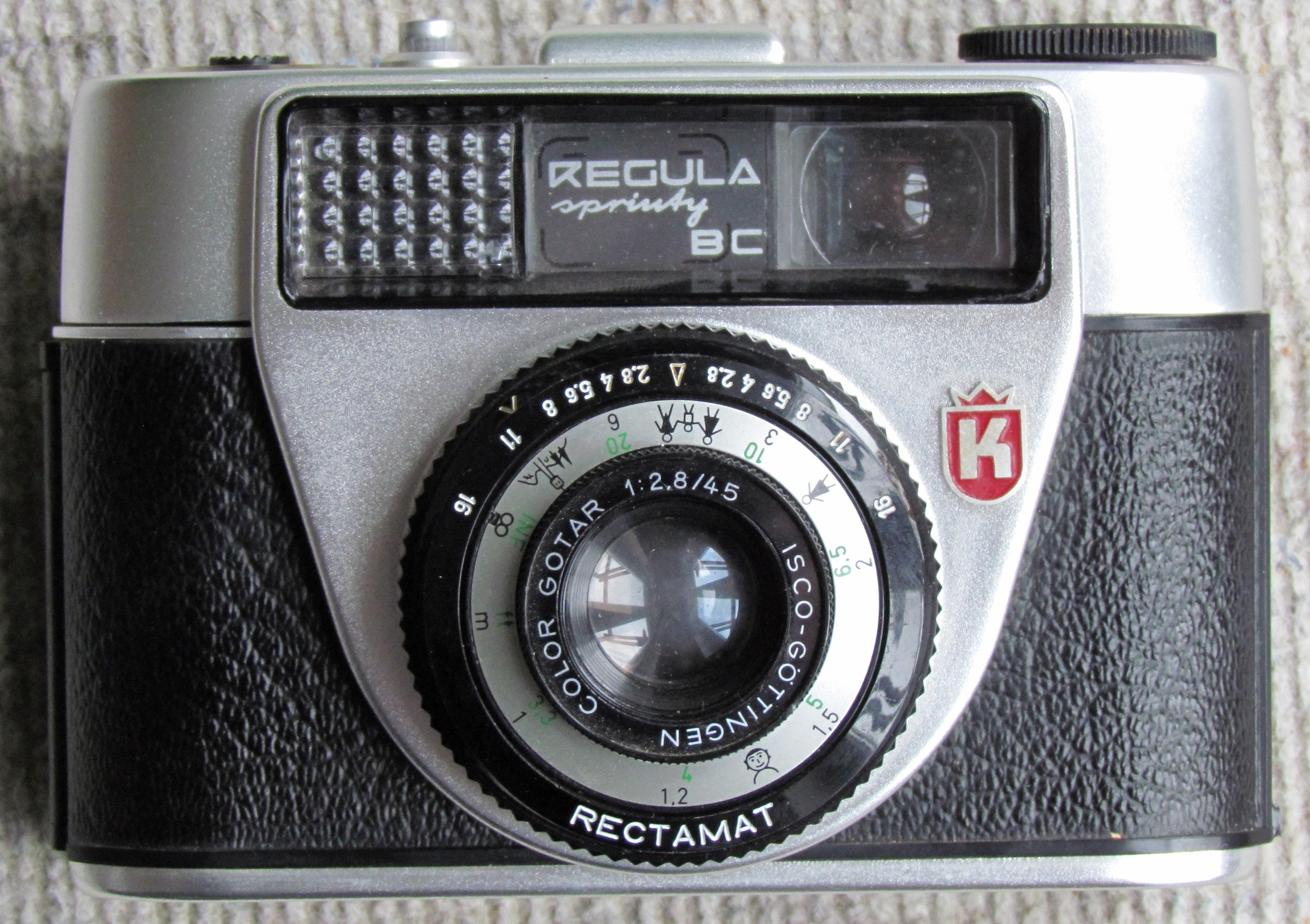
Regula Sprinty BC

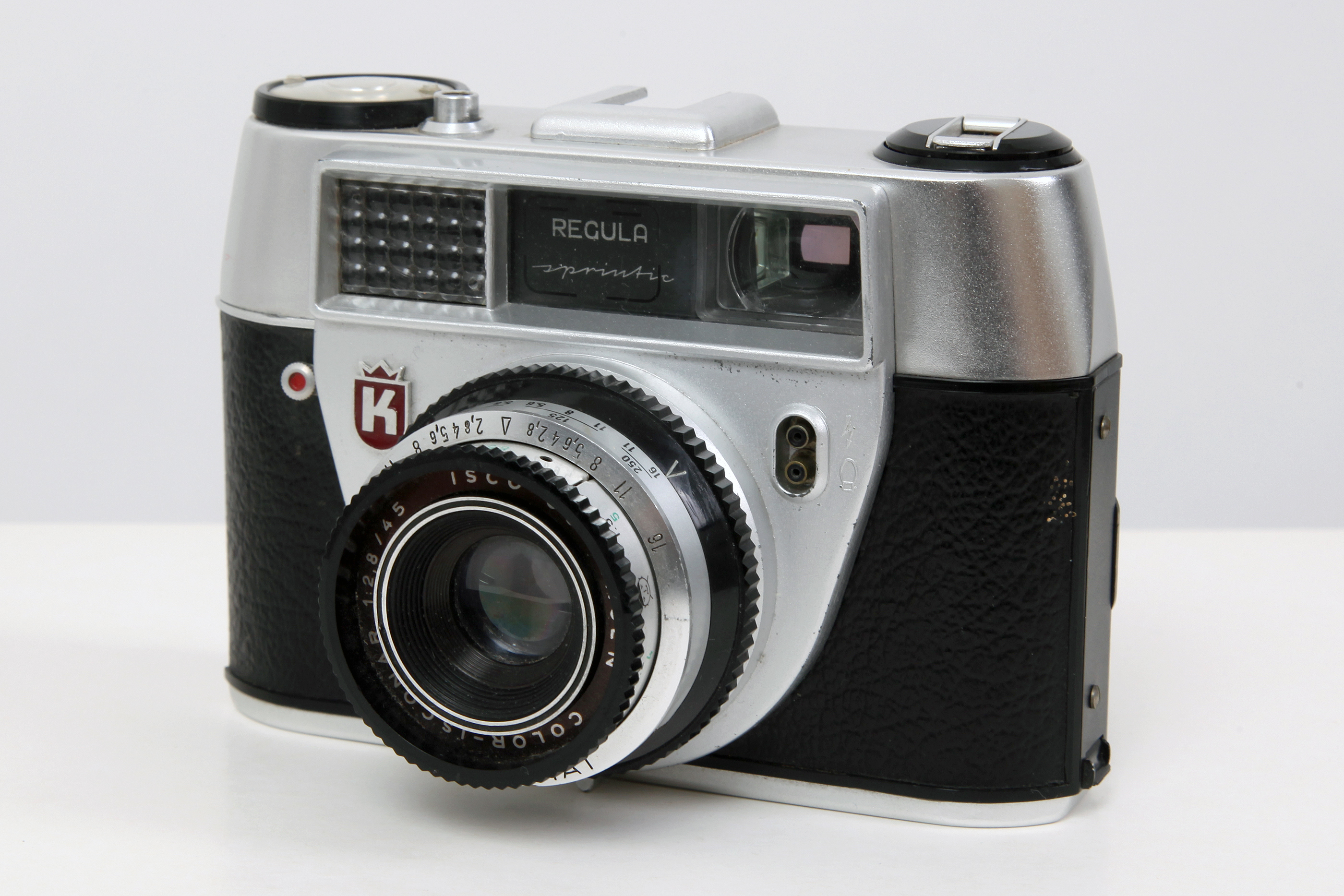
King Regula Sprintic

Es wurden u. a. folgende Modelle produziert:
- Regula 24x36 (mit optischen Belichtungsmesser)
- Regula IP
- Regula IIIb (mit ungekoppelten Belichtungsmesser)
- Regula IIId (mit Wechseloptik, Entfernungsmesser und Belichtungsmesser)
- Regula RM
- Regula Cita
- Regula Citalux 300 (Sondermodell der Cita mit roter Belederung und vergoldeten Metallteilen)[2]
- Regula Cita III
- Regula LKB (1963)
- Regula Sprint (1963)
- die Regula Sprintic-Modelle
- die Regula Sprinty-Modelle
- Regula Olymatic
- Regula Olympia I (1963)
- Regula Olympia II (1963)
- Regula Olympia III (1963)
- Instaking (126er Film)
- Regula Diplomat (126 Film)
- Regulette (1963)
- die Pica-Modelle (in Rumänien von IOR als Orizont Amator gebaut)
- Regula Reflex CTL
- Regula 2000 Reflex CTL (auch als „Ringfoto Reflex“ und in den USA als „Kalimar Regula Reflex“ bekannt)

Die King KG produzierte als OEM u. a. folgende Modelle für andere Lieferanten:
- Dominant
- Tickyphot (für Wilhelm Schmidt KG, Calw, Hersteller der Ticky Blitzgeräte)
- Pacer 35K (ähnlich der Regula Picca C)
- Revue (Quelle-Versand): Div. Modelle der Billiglinien aus Kunststoff
- Ringfoto Reflex (Sh. oben, Regula Reflex 2000 CTL)

## Nachweise
- Helen Smith: Irregular Regulas auf mwclassic.com (englisch), abgerufen am 27. April 2009.
- Kadlubeks Kamerakatalog (Edition Photodeal).
- Photodeal (Zeitschrift für Kameraliebhaber und Sammler von Photographica).
- Beschreibung der Regula-SLR , abgerufen am 16. August 2013